# Schloss Leinzell

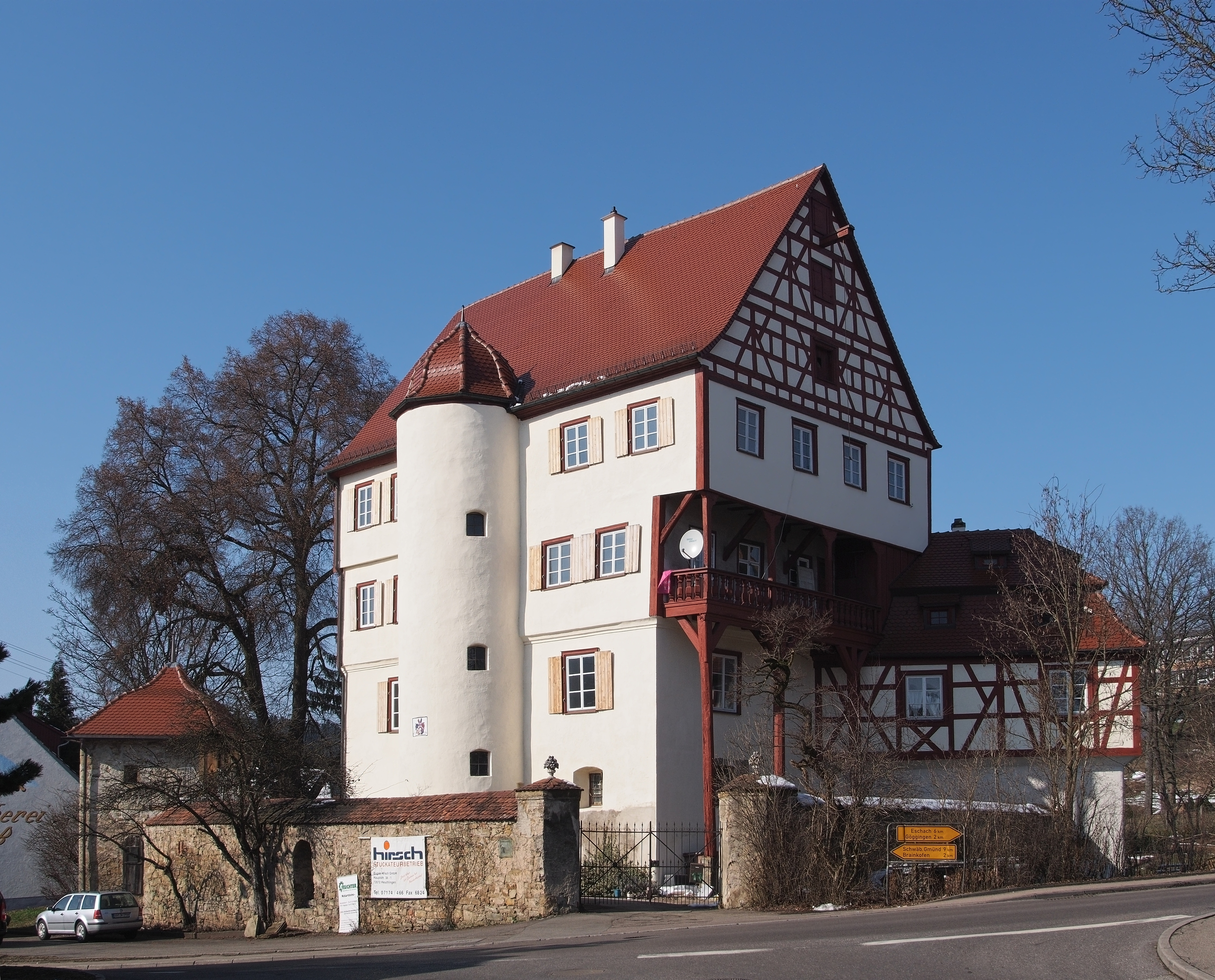
Das Schloss Leinzell

Das Schloss Leinzell, auch Langsches Schloss genannt, in der Gemeinde Leinzell in Baden-Württemberg wurde auf den Ruinen einer im Dreißigjährigen Krieg zerstörten Wehranlage erbaut. 

## Geschichte
Bauherren, um 1650, waren die Freiherren von Lang (eigentlich Lang zu Leinzell). Das Anwesen blieb auch nach dem späteren Machtverlust des bereits 1634 in den Rittermäßigen Reichsadelsstand nobilitierten Adelsgeschlecht über mehrere Jahrhunderte in deren Besitz. 
Erster Lang auf Leinzell war der urprünglich aus Halberstadt stammende Ober-Amtmann zu Heuchlingen und nachfolgende mehrfache Grundbesitzer Valentin von Lang (1580–1653), dessen Mutter eine Tochter eines Senators aus Bremen war, seine wurde Ehefrau Rebecca von der Decken. Ihm folgte sein Sohn Johann Friedrich von Lang zu Leinzell, der Jurist wurde und wie der Vater Ober-Amtmann zu Heuchlingen war.
Die Freiherren Lang zu Leinzell und ihre direkten Verwandten hatte neben dem Grundbesitz teils mehrere Ämter inne, so war Johann Jacob Freiherr Lang zu Leinzell (1652–1716) Direktor des Cantons Kocher der Schwäbischen Reichsritterschaft; Johann Christoph Freiherr Lang zu Leinzell (1707–nach 1749) nach dem Studium der Philosophie und Moraltheologie u. a. Direktor der Reichsritterschaft in Schwaben. Der Gutsbesitzer Christoph Freiherr Lang zu Leinzell (1684–1751) dagegen diente zeitweise als Ober-Amtmann zu Heuchlingen ebenso als Kapitän (Hauptmann) in schwedischen Diensten.  
Der Baukörper selbst wurde bereits Mitte des 19. Jahrhunderts als Denkmal betitelt und zugleich wurde auf den älteren Unterbau des heutigen Schlosses hingewiesen.
Um 1870 betrug der zum Schloss dazugehörige Grundbesitz mit Schloss und Rittergut 304 Morgen und stand unter eigener Administration der Eigentümer.
Schloss Leinzell wurde erst 1990 aus dem Besitz der Freifrau Brigitte von Lang, Tochter der Sophie Freinn von Massenbach und des Juristen und ostelbischen Gutsherrn Karl von Rose, verkauft. Brigitte und Erich Freiherr von Lang (1902–1945), Major a. D., auf Leinzell, hatten drei Töchter, der Sohn Ludwig starb nach wenigen Tagen 1939, Tochter Carla 1945.
Seit 2004 gehört das Schloss dem Kunstsammler-Ehepaar Silvia und Helmut Wickleder (1943–2020). Sie gründeten eine Stiftung, die Ausstellungen junger Künstler im Schloss unterstützt.
Im Jahr 2009 wurde das Schloss von außen renoviert.

## Genealogie der Besitzer
- Lang/ Lang zu Leinzell, In: Gothaisches Genealogisches Taschenbuch der Freiherrlichen Häuser. Zugleich Adelsmatrikel der Deutschen Adelsgenossenschaft. Teil B (Briefadel). 1941. 90. Jahrgang, Justus Perthes, Gotha 1940, S. 241 f.
- Lang/ Lang zu Leinzell, In: Hans Friedrich von Ehrenkrook, Carola von Ehrenkrook, Friedrich Wilhelm Euler, Jürgen von Flotow, Walter von Hueck, Johann Georg von Rappard, u. a.: Genealogisches Handbuch der Freiherrlichen Häuser. B (Briefadel/ Nach 1400 nobilitiert). 1957. Band II, Band 16 der Gesamtreihe GHdA, Hrsg. Deutsches Adelsarchiv, C. A. Starke Verlag, Glücksburg (Ostsee) 1957, S. 237 f. (Mit s/w Portaits einiger Schlossbesitzer).
- Lang/ Lang zu Leinzell, In: Hans Friedrich von Ehrenkrook, Carola von Ehrenkrook, Walter von Hueck. Et al.: Genealogisches Handbuch der Freiherrlichen Häuser. B (Briefadel). 1963. Band III, Band 31 der Gesamtreihe GHdA, Hrsg. Deutsches Adelsarchiv, C. A. Starke Verlag, Limburg (Ostsee) 1963, S. 259 f.

## Archivalien
- Landesarchiv Baden-Württemberg (Findbuch B 422).
  - B 422 U 442. 1611 Mai 18: Lehenrevers des Georg Christoph Ursenbeck Freiherr zu Boschach gegen Propst Johann Christoph zu Ellwangen, worin er bekennt, dass er kraft Vertrags vom 18. Mai 1611 den Burgstall Leinzell samt der Mühle und anderen Gütern daselbst zusammen mit dem Zehnten zu Leinzell, Göggingen und Holzhausen zu rechtem Mannlehen empfangen habe.  Detail
  - B 422 U 445. 1636 Januar 14: Lehenrevers des Valentin Lang für Propst Johann Jakob zu Ellwangen über den Burgstall Leinzell samt der Mühle und andern Gütern daselbst zusammen mit dem Zehnten zu Leinzell, Göggingen und Holzhausen. Detail
- Deutsche Digitale Bibliothek: 
  - Lang: Vormundschaftsakten der Freiherren Gottfried Franz und Albert von Lang zu Leinzell, I. Teil, In: Landesarchiv Baden-Württemberg, Abt. Staatsarchiv Ludwigsburg, E 338 Bü 338. ff. Teil II
  - Lang: Nachlass der Freiin Anna Julie v. Lang zu Leinzell In: Landesarchiv Baden-Württemberg, Abt. Staatsarchiv Ludwigsburg, E 338 Bü 341.